# 정인민
정인민(鄭仁旻, 889년 ~ 926년)은 대장화의 제2대 황제(재위: 909년 ~ 926년)이다. 정매사의 아들이다.

## 생애
909년, 정매사가 죽자 뒤를 이었고, 연호를 시원(始元)이라고 하였다.
914년, 전촉과 전쟁을 벌였으나 실패하였다.
926년, 사망하였다. 시호를 숙문황제(肅文皇帝)라고 하였고, 아들 정륭단이 뒤를 이었다.
| 전임 정매사 | 제2대 대장화 황제 909년 ~ 926년 | 후임 정륭단 |